# 鲁杰罗·蒂塔
鲁杰罗·蒂塔（義大利語：Ruggero Tita，1992年3月20日—），意大利男子帆船运动员。他曾代表意大利参加2016年和2020年夏季奥林匹克运动会帆船比赛，其中2020年奥运会获得一枚金牌。